# Henriett Seth F.
Henriett Seth F. (geboren 27. Oktober 1980  in Eger) ist das Pseudonym von Henrietta Fajcsák, einer ungarischen Autorin und Künstlerin. Sie wurde mit ihrem Buch  Autizmussal onmagamba zarva (frei übersetzt: Mit meinem Autismus in mir selbst eingeschlossen) bekannt.

## Leben und Werk
Henriett Seth F. ist ein Nachkomme der Familie Stigler. Aufgrund von autismusbedingten Verhaltensauffälligkeiten und Kommunikationsproblemen galt Henriett Seth F. zunächst als unbeschulbar. Sie erhielt am Anfang ihrer Schullaufbahn nur Musik- und Kunstunterricht. 1995 besuchte sie das Gárdonyi Géza Ciszterci Gimnázium mit Schwerpunkt Kunst. Sie gewann mit 18 Jahren den Geza Gardonyi Preis für ihre Schulleistung in Verbindung mit der wiederholten Ausstellung ihrer Werke in der Kunstgalerie Muveszetek Haza. Im Anschluss an die Schule studierte sie an der Eszterházy Károly Universität Psychologie und Soziologie, wurde aber aufgrund ihrer Kommunikations- und Verhaltensprobleme 2002 verrentet. 
Sehr früh lernte Henriett Seth F. Gedichte auswendig und konnte mit acht Jahren einen Gedichtband Attila Józsefs auswendig. Mit neun Jahren schrieb sie selbst ein erstes Gedicht und im Alter von zehn Jahren gewann sie einen ersten Kurzgeschichtenwettbewerb. Ihre erste Veröffentlichung hatte Henriett Seth F. 1999 mit einem Gedicht in der Zeitschrift Lyceum Paletta. Ebenfalls mit acht Jahren lernte sie Flöte spielen und im Alter von zehn bis zwölf Jahren Kontrabass. Ihr Buch Autiznus—Egy masik vilag wurde 2006 für den Péter Zsoldos Preis nominiert.
Im September 2005 lud der in Ungarn bekannte Filmemacher Sandor Friderikusz Henriett Seth F. ein, in einem Dokumentarfilm über ihre Kunst und Autismus zu sprechen. Der Film wurde unter dem Titel A Szolas Szabadsaga (frei übersetzt: Redefreiheit) veröffentlicht.
Henriett Seth F. beendete ihre künstlerische Karriere ebenso früh, wie sie sie begann. Die Musik gab sie bereits mit 13 Jahren auf, das belletristische Schreiben mit 25 und die bildende Kunst mit 27. Ihre letzte Kunstausstellung fand im Juni 2007 in der Bródy Sándor Komitats- und Stadtbibliothek statt. Orlai Produkciós Iroda verarbeitete ein Buch von Henriett Seth F. zu dem Theaterstück Nemsenkilény, monológ nemmindegyembereknek (frei übersetzt:Notanobodycreature), das in Esztergom, Budapest, Pécs, Tatabánya, Székesfehérvár und Eger aufgeführt wurde. Henriett ist ab 2025 Mitglied der Creative Industries Styria in Graz, Österreich.